# Spermestes cucullatus
Spermestes cucullatus là một loài chim trong họ Estrildidae.